# Список данських імен

## A
- Abraham — Абрагам
- Absalon - Абсалон
- Ada — Ада
- Adam — Адам
- Adela — Адела
- Adelgund — Адельґунд(а)
- Adelheid — Адельгейд(а)
- Adelina — Аделіна
- Adelinde — Аделінда
- Adolf — Адольф
- Adrian — Адріан
- Adriane — Адріана
- Agatha — Аґата
- Agnes — Аґнес
- Albert — Альберт
- Albertine — Альбертіна
- Albin — Альбін
- Albina — Альбіна
- Alex — Алекс
- Alexander — Александер
- Alexandra — Александра
- Alexis — Алексіс
- Alf — Альф
- Alfred — Альфред
- Algot — Альгот
- Alice — Аліса
- Allan — Аллан
- Alma — Альма
- Alva — Альва
- Alvar — Альвар
- Alvin — Альвін
- Amalia — Амалія
- Amandus — Амандус
- Amelie — Амелія
- Anders — Андерс
- Andreas — Андреас
- Anette — Анетте
- Angela — Анґела
- Angelika — Анґеліка
- Anna — Анна
- Anton — Антон
- Antonia — Антонія
- Ari — Арі
- Arna — Арна
- Arne — Арне
- Arnold — Арнольд
- Aron — Арон
- Arthur — Артур
- Arvid — Арвід
- Asbjørg — Асбйорґ
- Asdís — Асдіс
- Aslak — Аслак
- Aslaug — Аслауґ
- Astrid — Астрід
- August — Август
- Augusta — Августа
- Augustin — Августін
- Augustine — Августіна
- Axel — Аксель

## B
- Balder — Бальдер
- Balthasar — Бальтасар
- Barbara — Барбара
- Barnabas — Барнаба
- Bartholomeus — Бартоломеус
- Beata — Беата
- Belinda — Белінда
- Benedikt — Бенедикт
- Benedikta — Бенедикта
- Benjamin — Беньямін
- Bent — Бент
- Berit — Беріт
- Bernd — Бернд
- Bernhard — Бернгард
- Bert — Берт
- Berta — Берта
- Bertil — Бертіль
- Bertin — Бертін
- Bertina — Бертіна
- Bertram — Бертрам
- Bettina — Беттіна
- Birger — Бірґер
- Birgitta — Бірґітта
- Bjørg — Бйорґ
- Bjørn — Бйорн
- Bo — Бо
- Bodil — Боділь
- Borje — Бор'є
- Brian — Бріан (Брайан)
- Britta — Брітта
- Bror — Брор
- Bruno — Бруно
- Brynhild — Брюнгільд
- Brynhilda — Брюнгільда
- Brynjolf — Брюньольф
- Buster — Бустер

## C
- Carl — Карл
- Carla — Карла
- Carolina — Кароліна
- Casper — Каспер
- Catarina — Катаріна
- Catherina — Катерина
- Cathrine — Катріне
- Cecilia — Сесилія
- Charles — Чарльз
- Charlotte — Шарлотте
- Chris — Кріс
- Christen — Крістен
- Christer — Крістер
- Christian — Крістіан
- Christiana — Крістіана
- Christina — Крістіна
- Christoffer — Крістоффер
- Christopher — Крістофер
- Clara — Клара
- Claus — Клаус
- Clement — Клемент
- Conrad — Конрад
- Constantin — Константін
- Cornelia — Корнелія
- Cornelius — Корнеліус
- Cristel — Крістель
- Curt — Курт

## D
- Dag — Даґ
- Dagmar — Даґмар
- Dagny — Даґню
- Dan — Дан
- Dana — Дана
- Daniel — Даніель
- Daniela — Даніела
- David — Давід
- Deborah — Дебора
- Denis — Денис
- Denise — Деніза
- Dennis — Денніс
- Désirée — Десіре (Дезіре)
- Dina — Діна
- Dionysius — Діонісіус
- Dora — Дора
- Doris — Доріс
- Dorit — Доріт
- Dorothea — Доротея
- Dorte — Дорте

## E
- Ebba — Ебба
- Ebbe — Еббе
- Edda — Едда
- Edgar — Едґар
- Edit — Едіт
- Edmund — Едмунд
- Edvin — Едвін
- Edward — Едвард
- Edwin — Едвін
- Egil — Еґіль
- Einar — Ейнар (Айнар)
- Eivin — Айвін
- Ejvind — Айвінд (Ейвінд)
- Eldar — Ельдар
- Eleonora — Елеонора
- Elias — Еліас
- Elin — Елін
- Elina — Еліна
- Elisa — Еліса
- Elisabet — Елісабет
- Ella — Елла
- Ellen — Еллен
- Ellida — Елліда
- Elmer — Ельмер
- Elof — Елоф
- Elsa — Ельса
- Elva — Ельва
- Elvar — Ельвар
- Elvira — Елвіра
- Emanuel — Емануель
- Emil — Еміль
- Emillia — Емілія
- Emma — Емма
- Emmerik — Еммерік
- Engelbrecht — Енгельбрехт
- Enok — Енок
- Erik — Ерік
- Erika — Еріка
- Erland — Ерланд
- Erna — Ерна
- Ernst — Ернст
- Esaias — Есайяс
- Esbjørn  — Есбйорн
- Eskil — Ескіль
- Ester — Естер
- Estrid — Естрід
- Eva — Ева
- Ewert — Еверт
- Ewald — Евалль
- Eyvind — Ейвінн

## F
- Fabian — Фабіан
- Fanni — Фанні
- Felicia — Фелісія
- Felix — Фелікс
- Ferdinand — Фердінанд
- Filip — Філіп
- Filippa — Філіппа
- Finn — Фінн
- Flora — Флора
- Folke — Фольке
- Frank — Франк
- Franka — Франка
- Frans — Франс
- Fransina — Франсина
- Fred — Фред
- Frederik — Фредерік
- Frederikke — Фредерікке
- Fredrik — Фредрік
- Fredrikke — Фредрікке
- Frej — Фрей (Фрай)
- Frida — Фріда
- Fridtjof — Фрідтьйоф
- Frieda — Фріда
- Frigg — Фріґґ
- Fritiof — Фрітьоф
- Frithjof — Фрітьйоф
- Fritz — Фрітс
- Frode — Фроде

## G
- Gabriel — Ґабрієль
- Gabriela — Ґабрієла
- Gaby — Ґабі
- Geir — Ґайр
- Georg — Ґеорґ
- Gerald — Ґералль
- Gerd — Ґер
- Gerhard — Ґергар
- Gert — Ґерт
- Gertrud — Ґертруд
- Gina — Ґіна
- Gisle — Ґісле
- Gitta — Ґітта
- Gorm — Ґорм
- Gottfried — Ґоттфред
- Gotthard — Ґоттгар
- Gregor — Ґреґор
- Grete — Ґрете
- Gro — Ґро
- Gry — Ґрю
- Gudmar — Ґудмар
- Gudrun — Ґудрун
- Gun — Ґун
- Gunder — Ґуннер
- Gunløg — Ґунльой
- Gunnar — Ґуннар
- Gunner — Ґуннер
- Gustav — Ґустав
- Gynter — Ґюнтер

## H
- Haakon (Håkon) — Гокон
- Haavard (Håvard) — Говар
- Hagen — Гаен
- Hågen — Гоен
- Haidi — Гайді
- Hakon — Гакон
- Håkan — Гокан
- Halldis — Гальдіс
- Halvdan — Гальвдан
- Hampe — Гампе
- Hanna — Ганна
- Hans — Ганс
- Harald — Гаралль
- Haralda — Гаральда
- Hardy — Гарді
- Harriet — Гаррієт
- Harry — Гаррю
- Hedda — Гедда
- Hedvig — Гедвіґ
- Heidi — Гайді
- Helena — Гелена
- Helge — Хельге
- Helmer — Гельмер
- Henning — Геннінґ
- Henriette — Генрієтта
- Henrik — Генрік
- Henry — Генрі
- Herbert — Герберт
- Hermann — Германн
- Hermine — Герміна
- Hermod — Гермод
- Hilda — Гільда
- Hildebjørg — Гіллебйорґ
- Hildeborg — Гіллеборґ
- Hildegard  — Гіллеґар
- Hilding — Гіллінґ
- Hildemar — Гіллемар
- Hilmar — Гільмар
- Hjalte — Яльте
- Hjalmar — Яльмар
- Hjørdis — Йордіс
- Hjørleif — Йорлайф
- Holger — Гольґер
- Holm — Гольм
- Hubert — Губерт
- Hubertus — Губертус
- Hugo — Гуґо
- Hulda — Гульда

## I
- Ida — Іда
- Idun — Ідун
- Ilse — Ільсе
- Immanuel — Іммануель
- Inga — Інґа
- Ingeborg — Інґебор(а)
- Inger — Інґер
- Ingmar — Інґмар
- Ingrid — Інґрід
- Ingvar — Інґвар
- Irena — Ірена
- Iris — Іріс
- Irma — Ірма
- Isabella — Ісабелла
- Isak — Ісак
- Ivan — Іван
- Ivar — Івар
- Iver — Івер
- Iwar — Івар

## J
- Jacob — Якоб
- Jahn — Ян
- Jakob — Якоб
- Jakoba — Якоба
- Jan — Ян
- Jarl — Ярль
- Jenni — Єнні
- Jens — Єнс
- Joel — Йоель
- Johan — Йоган
- Johannes — Йоганнес
- John — Йон
- Jon — Йон (Юн)
- Jonas — Йонас
- Jonathan — Йонатан
- Jørdis — Йордіс
- Jøren — Йорен
- Jørgen  — Йорґен
- Jørn — Йорн
- Jorunn — Йорунн
- Josef — Йосеф
- Josefin — Йосефін
- Julian — Юліан
- Julius — Юліус
- Just — Юст

## K
- Kaj - Кай
- Karl — Карл
- Karolina — Кароліна
- Kasper — Каспер
- Katarina — Катаріна
- Kevin — Кевін
- Kirstin — Кірстін
- Kjell — К'єлль
- Klara — Клара
- Klaus — Клаус
- Knud — Кнуд
- Knut — Кнут
- Kolbjørn — Кольбйорн
- Konrad — Конрад
- Kornelius — Корнеліус
- Kristian — Крістіан
- Kristiane — Крістіане
- Kristina — Крістіна
- Kristine — Крістіне
- Kristoffer — Крістоффер
- Kurt — Курт

## L
- Lars — Ларс
- Lauge  — Лауґе
- Laura — Лаура
- Lauritz — Лаурітс
- Lea — Леа
- Leif — Лайф
- Lena — Лена
- Lenn — Ленн
- Lennard — Леннар
- Lennart — Леннарт
- Leo — Лео
- Leon — Леон
- Leonard — Леонард
- Liam — Ліам
- Lilian — Ліліан
- Line — Ліне
- Linus — Лінус
- Lisa — Ліса
- Liv — Лів
- Liw — Лів
- Loke — Локе
- Lone — Лоне
- Lorens — Лорентс
- Lorenz — Лорентс
- Lotte — Лотте
- Lucas — Лукас
- Ludvig — Людвіг
- Ludwig — Людвіг
- Lydia — Людія (Лідія)

## M
- Magdalena — Магдалена
- Magnus — Маґнус
- Mai — Май
- Malte — Мальте
- Maren — Марен
- Margareta — Марґарета
- Margret — Марґрет
- Mari — Марі
- Maria — Марія
- Mariane — Маріана
- Martha — Марта
- Martin — Мартін
- Mathias — Матіас
- Matilda — Матільда
- Matteo — Маттео
- Mattias — Маттіас
- Mattis — Маттіс
- Max — Макс
- Maximilian — Максиміліан
- May — Май
- Melkior — Мелькіор
- Merete — Мерета
- Mia — Мія
- Michael — Мікаель
- Mikaela — Мікаела
- Mikkel — Міккель
- Milian — Міліан
- Minna — Мінна
- Miranda  — Міранда
- Mona — Мона
- Monika — Моніка
- Morten — Мортен
- Moses — Мосес

## N
- Naima — Найма
- Nancy — Нансі
- Natan — Натан
- Natanael — Натанаель
- Niclas — Ніклас
- Nikolai — Ніколай
- Nils — Нільс
- Noah — Ноа
- Noomi — Ноомі
- Nora — Нора
- Norman — Норман

## O
- Oda — Ода
- Odbjørn — Одбйорн
- Odd — Одд
- Odin — Одін
- Olaf — Олаф
- Ole — Оле
- Oliver — Олівер
- Olivia — Олівія
- Oluf — Олуф
- Oscar — Оскар
- Osmund — Осмунн
- Osvald — Освальд
- Otto — Отто
- Ove — Ове

## P
- Pal — Паль
- Palle — Палле
- Patricia — Патрисія
- Patrik — Патрик
- Paul — Пауль
- Paula — Паула
- Peder — Педер
- Per — Пер
- Peter — Петер
- Petra — Петра
- Petter — Петтер
- Philip — Філіп
- Pia — Пія
- Poul — Поуль
- Preben — Пребен

## R
- Ragna — Рагна
- Ragnar — Рагнар
- Ragvald — Рагвальд
- Raimondd — Раймонн
- Rainer — Райнер
- Rakel — Ракель
- Randi — Ранді
- Rasmus — Расмус
- Ravn — Раун
- Regina — Реґіна
- Reidar — Райдар
- Reinar — Райнар
- Rickard — Рікар (Річар)
- Robert — Роберт
- Roger — Роґер
- Roland — Роланд
- Rolf — Рольф
- Rosa — Роса
- Roy — Рой
- Ruben — Рубен
- Rudolf — Рудольф
- Runa — Руна
- Rune — Руне
- Rurik — Рурік

## S
- Salomon — Саломон
- Samuel — Самуель
- Sanna — Санна
- Sara — Сара
- Sebastian -Себастіан
- Selma — Сельма
- Severin  — Северин
- Siegfried — Сіґфрід
- Sigga — Сіґґа
- Sigmund — Сіґмунн
- Signe — Сіґне
- Sigrun — Сіґрун
- Sigurd — Сіґурд
- Sigvard — Сівар
- Silvia — Сільвія
- Simon — Сімон
- Siri — Сірі
- Sissel — Сіссель
- Siv — Сів
- Sivert — Сіверт
- Sixten — Сікстен
- Skjold — Скйолль
- Sofia — Софія
- Solvei — Сольвай
- Solveig — Сольвейґ
- Steffan — Стеффан
- Steinbjørn — Стейнбйорн
- Stella — Стелла
- Sten — Стен
- Stig — Сті
- Stina — Стіна
- Sune — Суне
- Susanna — Сусанна
- Svanhild — Свангілль
- Sven — Свен
- Svend — Свенн
- Svenning — Свеннінґ
- Sverre — Сверре
- Swen — Свен
- Sylvester — Сильвестер

## T
- Tage — Тае
- Tea — Тея
- Tekla, Thecla — Текла
- Teo, Theo — Тео
- Theodor — Теодор
- Thomas — Томас
- Thor — Тор
- Thora — Тора
- Thorben — Торбен
- Thorbjørn — Торбйорн
- Thorsten — Торстен
- Tim — Тім
- Titus — Тітус
- Tjalfe  — Тьяльфе
- Tom — Том
- Tomas — Томас
- Tor — Тор
- Tora — Тора
- Torben — Торбен
- Torbjørn — Торбйорн
- Tordis  — Тордіс
- Tore — Торе
- Torfinn — Торфінн
- Torgunn — Торґунн
- Torhild — Торгілль
- Torkel — Торкель
- Torsten — Торстен
- Torunn — Торунн

## U
- Ulf — Ульф
- Ulla — Улла
- Ulric — Ульрік
- Ulrika — Ульріка
- Ulrikke — Ульрікке
- Una — Уна
- Urban — Урбан
- Ursula — Урсула
- Uta — Ута

## V
- Vagn — Ваґн
- Valda — Вальда
- Valde — Вальде
- Valdemar — Вальдемар
- Valentina — Валентина
- Valter — Вальтер
- Vera — Вера
- Verner — Вернер
- Vibeke — Вібеке
- Victor — Віктор
- Vidar — Відар
- Vigdis — Віґдіс
- Viggo — Віґґо
- Viktor — Віктор
- Viktoria — Вікторія
- Vilhelm — Вільгельм
- Villiam — Вілльям
- Vincent — Вінсент
- Viola — Віола
- Vitus — Вітус
- Vivian — Вівіан
- Vogelius — Воґеліус

## W
- Waldemar — Вальдемар
- Walter — Вальтер
- Wenche — Венке
- Werner — Вернер
- Wilhelm — Вільгельм
- William — Вільям
- Willy — Віллі
- Wilma — Вільма